# Dianne Feinstein
Dianne Goldman Berman Feinstein (San Francisco, 22 de juny de 1933 - Washington, 29 de setembre de 2023) va ser una política nord-americana, senadora dels Estats Units per l'Estat de Califòrnia durant tres dècades, i membre del Partit Demòcrata dels Estats Units. Feinstein va ser escollida per primera vegada pel Senat dels EUA el 1992, després de ser alcaldessa de San Francisco des del 1978 fins al 1988. Va ser la primera dona que va exercir d'alcalde de San Francisco i la primera dona que va ser membre del senat dels Estats Units per Califòrnia.